# Шагалимов, Шамиль Шаисламович
Шамиль Шаисламович Шагалимов (тат. Шамил Шагалимов; 26 апреля 1952, Кызылорда, Казахская ССР, СССР ― 18 января 2001, Алма-Ата, Казахстан) ― оперный певец (драматический тенор). Заслуженный деятель Республики Казахстан.

## Биография
Родился 26 апреля 1952 года в городе Кызылорда Казахской ССР в татарской семье. 
После школы поступил в оперную студию при алматинском театре оперы и балета имени Абая, для дальнейшего обучения был направлен в Москву на вокальное отделение академического Музыкального училища при Московской государственной консерватории имени П. И. Чайковского. В 1973 году, окончив его, переехал вместе с семьей во Львов (Украинская ССР), где получил высшее образование во Львовской государственной консерватории имени Лысенко, а затем начал работать во Львовском театре оперы и балета, ансамбле песни и пляски Прикарпатского военного округа и Южной группе войск (Венгрия).
В 1988 году по приглашению алматинского театра оперы и балета вернулся в Казахстан. В течение 13 лет был ведущим солистом театра, исполнял главные партии драматического тенора в таких операх, как «Паяцы» Руджеро Леонкавалло, «Кармен» Жоржа Бизе, «Аида» Джузеппе Верди и других.
Был советником по культуре Постоянного Представительства Республики Казахстан. Выступал с концертами во многих городах Казахстана, Киргизии, Татарстана, где пел в ансамбле русских народных инструментов под управлением Александра Короткова при областной филармонии в Шымкенте, исполняя казахские, русские, татарские и украинские народные песни.
Скончался 18 января 2001 года, похоронен на Кенсайском кладбище. 

## Награда
- Заслуженный деятель Республики Казахстан